# Verwaltungsgericht Leipzig
Das Verwaltungsgericht Leipzig, ein Gericht der Verwaltungsgerichtsbarkeit, ist eines von drei Verwaltungsgerichten des Freistaats Sachsen.

## Gerichtssitz und -bezirk
Der Gerichtsbezirk des Gerichts erstreckt sich auf das Gebiet des ehemaligen Direktionsbezirks Leipzig. Es ist damit für das Gebiet der kreisfreien Stadt Leipzig sowie die Landkreise Leipzig und Nordsachsen örtlich zuständig.

## Geschichte
Kurz vor der Wende in der DDR wurden im Juli 1989 bei einigen Kreisgerichten, darunter dem Kreisgericht Leipzig, Kammern für Verwaltungssachen gebildet. Zum 1. Juli 1992 wurden die Kammern aus diesem herausgelöst und ein eigenständiges Verwaltungsgericht mit zunächst neun Richtern in drei Kammern etabliert.

## Verfahrensanfall und personelle Ausstattung
Zum 1. Januar 2008 waren am Verwaltungsgericht Leipzig in 6 Kammern 19 Richter sowie 20 Mitarbeiter tätig.
Dem Gericht stand stets eine Präsidentin vor. Von der Gründung bis zum 30. November 2004 war dies Susanne Schlichting (* 1939). Vom 1. Dezember 2004 bis zum 15. August 2017 hatte dieses Amt Bettina Dick inne. Danach wurde Birgitta Braun, die seit 2005 Vizepräsidentin war, die neue Präsidentin. Im Gründungsjahr 1992 hatte das Gericht 1.390 Eingänge zu verzeichnen. 2002 waren es 4.479, 2003 schon 4.580, 2004 4.665, 2005 3.699 und 2006 3.139 Klagen und Anträge auf einstweiligen Rechtsschutz, die neu gestellt wurden. Insgesamt gingen im Zeitraum von 1993 bis 2006 56.503 Verfahren ein. 54.111 Verfahren wurden in dieser Zeit erledigt.

## Gerichtsgebäude
Von Juli 1992 bis Juni 2025 hat das Verwaltungsgericht Leipzig seinen Sitz in der Rathenaustraße 40 in Leipzig-Leutzsch. Als Gerichtsgebäude diente eine 1897/99 erbaute denkmalgeschützte Villa, die ursprünglich dem Pelzhändler Curt Thorer gehört hatte. Ab 1952 war in dem Gebäude die Fachschule für Bibliothekare „Erich Weinert“ untergebracht. In den 1980er Jahren beherbergte das Gebäude die Verwaltungsakademie des Rates des Bezirks Leipzig. Einer Klage der Alteigentümer auf Rückübertragung gab das Verwaltungsgericht Leipzig 1997 statt. Das Gebäude ist heute von den Nachkommen der früheren Eigentümer angemietet.
Zum 20. Juni 2025 wurde der Sitz in die Kohlgartenstraße 13 verlegt.

## Übergeordnete Gerichte
Übergeordnetes Gericht ist das Sächsische Oberverwaltungsgericht in Bautzen. Auf dieses folgt im Instanzenzug das Bundesverwaltungsgericht in Leipzig.